# Lilium sherriffiae
Lilium sherriffiae là một loài thực vật có hoa trong họ Liliaceae. Loài này được Stearn miêu tả khoa học đầu tiên năm 1950.